# Скелетная формула

Стереохимическая скелетная формула 2-хлор-2-фторпентана

Скелетная формула — компактное изображение структурной формулы химического органического соединения, предложенное Кекуле. Скелетные формулы органических соединений являются сокращённым представлением молекулярной структуры, они широко распространены в органической химии, поскольку позволяют чётко изобразить сложные структурные особенности органических соединений.

## Скелет молекулы
Под скелетом молекулы обычно понимают атомы с валентностью большей единицы[уточнить]. Связанные между собой скелетные атомы формируют основную структуру соединения. В скелет входят цепочки, ответвления, циклы. Отображение атомов водорода в скелетных формулах применяется редко, лишь в тех случаях, когда это необходимо для корректного представления стереохимии молекулы. Скелетные атомы элементов, отличных от углерода и водорода, называют Гетероатом.

## Примеры

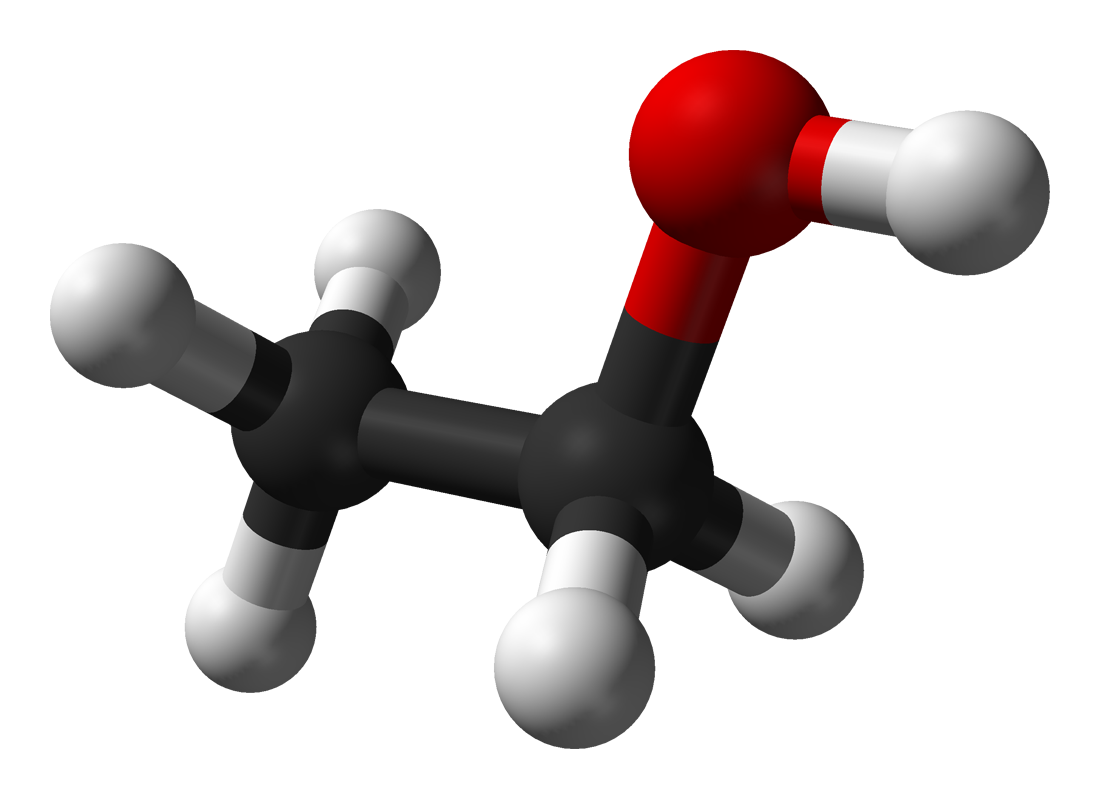
Молекула
Развернутая структурная формула
Скелетная формула

## Стереохимия
В стереохимии удобно пользоваться скелетными формулами:
- прямыми линиями обозначаются связи лежащие в одной плоскости

- клинообразными линиями обозначаются связи направленные вверх относительно плоскости, то есть к наблюдателю

- пунктирными линиями обозначаются связи направленные вниз относительно плоскости, то есть от наблюдателя

- волнообразными линиями обозначается или неизвестная стереохимия или эквимолярная смесь пары энантиомеров (оптических изомеров).

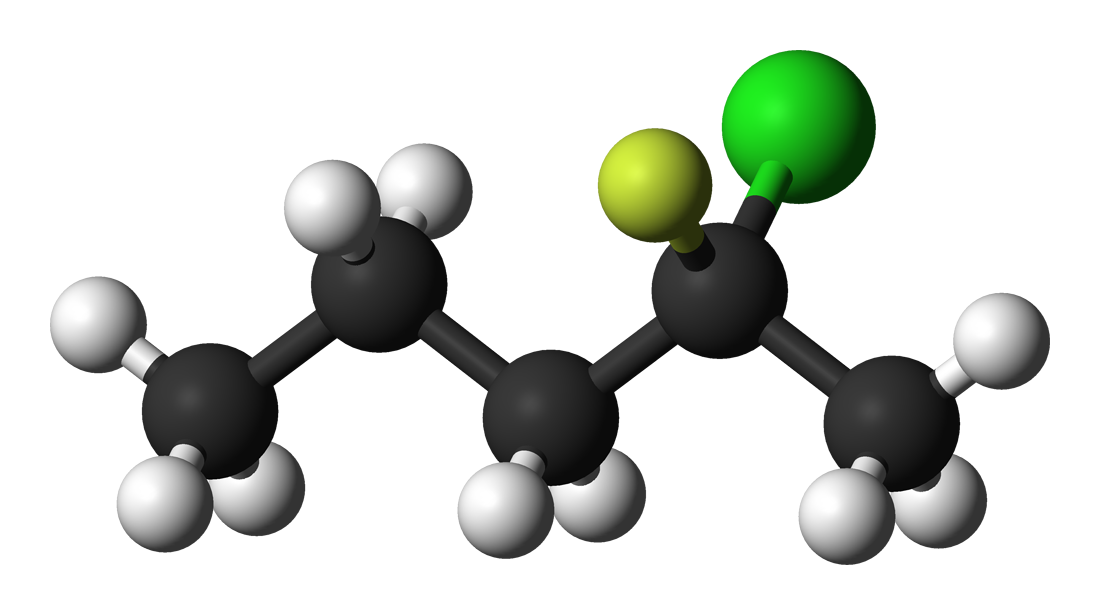
2-хлор-2-фторпентан
Скелетная формула 2-хлор-2-фторпентана
Другая возможная скелетная формула 2-хлор-2-фторпентана
Скелетная формула амфетамина, который является рацематом